# Riềng Hải Nam
Riềng Hải Nam hay riềng Henry (danh pháp hai phần: Alpinia hainanensis) là cây thân thảo thuộc họ Gừng.
Cây có thể cao đến 2 m, ra hoa tháng 4 đến tháng 6.
Cây có mặt ở Trung Quốc, Việt Nam (các tỉnh: Hà Nam, Ninh Bình).